# Jörg Thamm

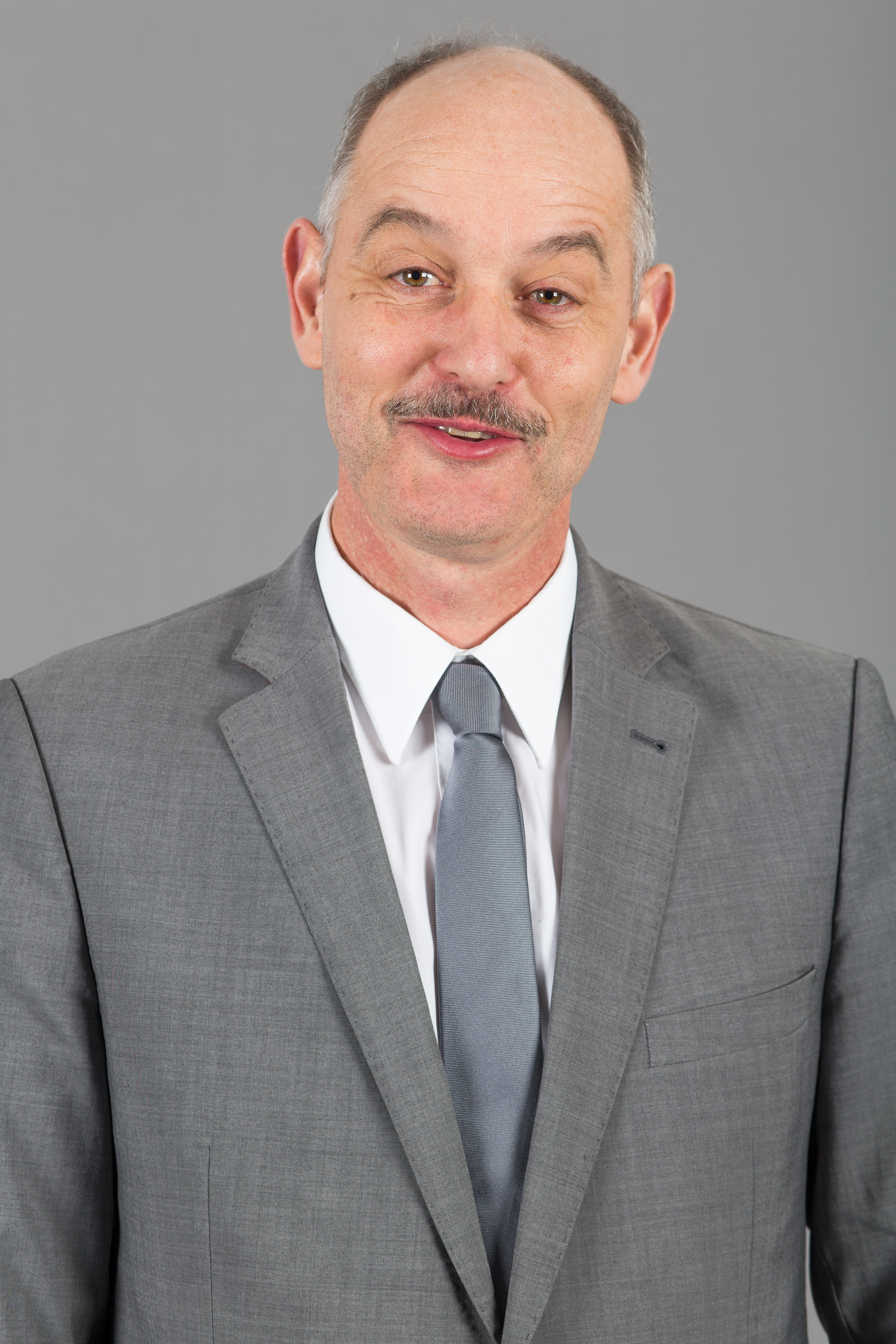
Jörg Thamm 2016

Jörg Thamm (* 13. Juli 1965 in Arnstadt) ist ein deutscher Politiker (CDU) und war von 2014 bis 2019 Mitglied des Thüringer Landtags.

## Beruflicher Werdegang
Thamm besuchte von 1972 bis 1982 die Polytechnische Oberschule in Plaue und begann danach eine Berufsausbildung zum Gärtner in der Fachrichtung Obstproduktion. Von 1984 bis 1987 leistete er seinen Wehrdienst ab. 1991 schloss er sein Meisterstudium als Gärtnermeister ab. Anschließend wurde er Angestellter der Gemeinde Ichtershausen (seit 2013: Amt Wachsenburg), von 1993 bis 2014 und erneut von  2019 bis 2021 als Leiter des Bauhofes.

## Politik
1996 wurde Thamm Mitglied des Stadtrates von Plaue; von 2004 bis 2021 war er dort ehrenamtlicher Bürgermeister. Bei der Landtagswahl in Thüringen 2014 gewann er das Direktmandat im Wahlkreis Ilm-Kreis II und wurde somit erstmals in den Thüringer Landtag gewählt. Bei der Landtagswahl in Thüringen 2019 verlor er sein Mandat. Vom 1. Oktober 2021 bis zu seinem Amtsverzicht zum 29. Februar 2024 war Thamm Vorsitzender der Verwaltungsgemeinschaft Geratal/Plaue.